# Novemberaufstand
Der Novemberaufstand von 1830/1831 (auch Polnisch-Russischer Krieg 1830/1831 oder Kadettenaufstand genannt) war der erste größere Aufstand in Polen, der die Unabhängigkeit des Landes vom Russischen Kaiserreich zum Ziel hatte. Nachdem Polen im späten 18. Jahrhundert unter seinen Nachbarn aufgeteilt worden war, hatten in den Koalitionskriegen Polen gegen die Teilungsmächte für eine Wiederherstellung ihres Staates gekämpft. Nach dem Wiener Kongress wurde der autokratische russische Kaiser Alexander I. in Personalunion König des wiederhergestellten konstitutionellen Königreichs Polen. Sein Regime missachtete allerdings die polnische Verfassung. Im Laufe des Aufstands wurde der russische Kaiser für abgesetzt erklärt; es kam zur Bildung einer nationalen Regierung. Die militärischen Auseinandersetzungen verliefen zunächst für die Polen günstig, bis sie schließlich der Übermacht der russischen Armee erlagen. Es war den Initiatoren und späteren Anführern des Aufstands nicht gelungen, den Aufstand zu einer nationalen Bewegung zu entwickeln. Da es für die Bauernschaft keine Aussichten auf soziale Verbesserungen gab, verfolgte sie das Geschehen weitgehend unbeteiligt. Auch der polnische Adel und das Bürgertum standen nicht geschlossen hinter der Bewegung. Nach der Niederlage kam es zur politischen Emigration zahlreicher Anhänger des Aufstandes. Polen verlor seine Verfassung ganz und die Bürgerrechte wurden eingeschränkt.

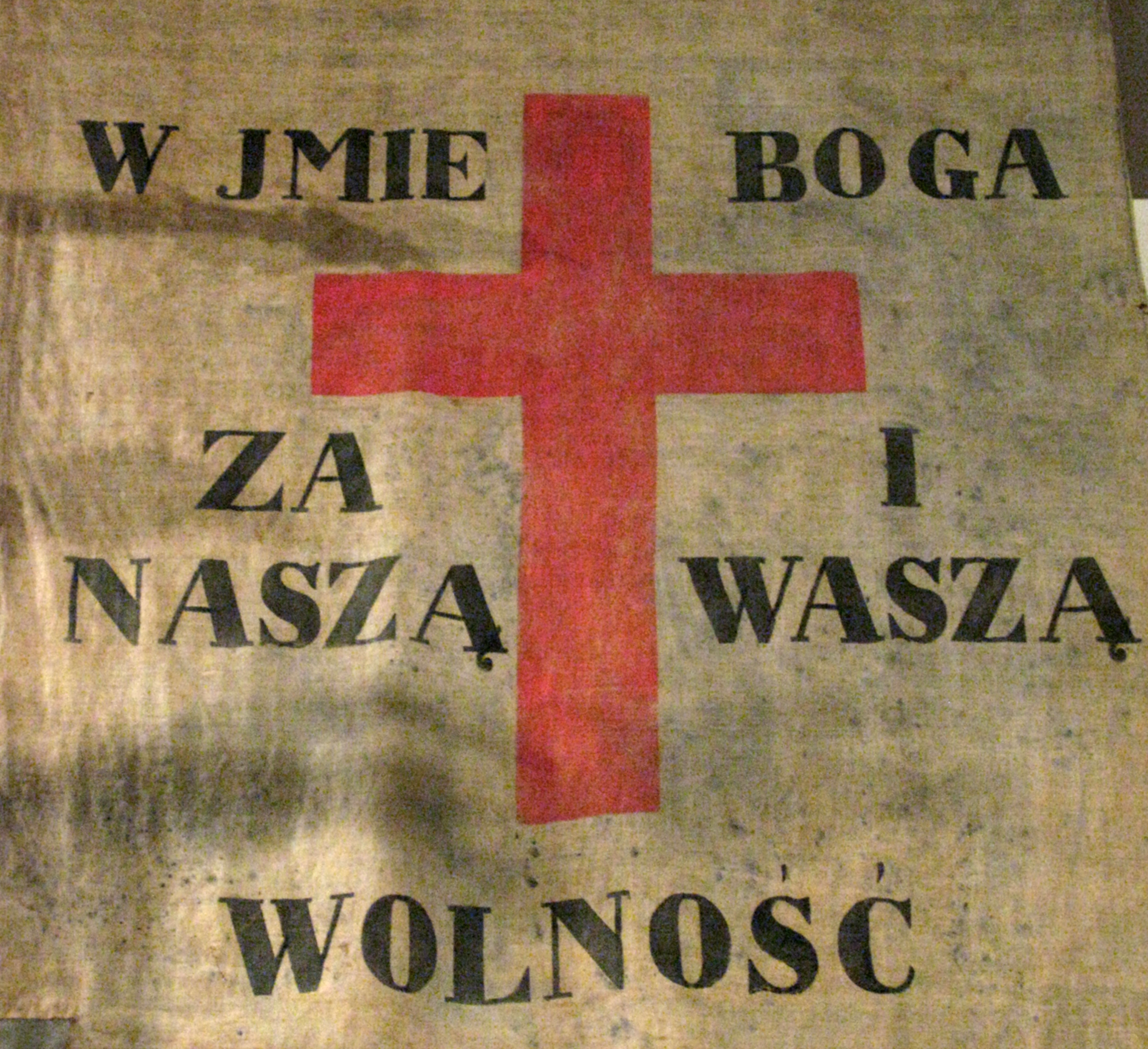
Joachim Lelewel zugeschriebene Flagge des Novemberaufstands 1830:
„Im Namen Gottes für unsere und eure Freiheit“

## Vorgeschichte
Alexanders Nachfolger Nikolaus I. versprach nach seiner Thronbesteigung 1825, die Verfassung von 1815 anzuerkennen. Gleichzeitig machte er aber auch deutlich, dass er die polnischen Ostgebiete als Teile Russlands betrachtete. Daraufhin begannen dort Maßnahmen zur Russifizierung. Die litauische Armee wurde fortan von russischen Offizieren kommandiert. Die Universität Vilnius wurde nach russischen Vorstellungen umgestaltet. Es wurde Druck auf die mit Rom verbundene unierte Kirche ausgeübt, mit dem Ziel, sie mit der russisch-orthodoxen Kirche zu vereinen.
Verbindungen von Beteiligten des russischen Dekabristenaufstandes reichten nach Polen und der Zar übte Druck auf den polnischen Senat als das höchste Gericht aus, die Verantwortlichen zu bestrafen. Dieser lehnte es ab, Bestrebungen zur Wiederherstellung des polnischen Territoriums in den Grenzen von 1794 als Hochverrat zu verurteilen, und verhängte 1828 nur geringe Strafen wegen Geheimbündelei. In Polen selbst verstärkte dies die Unabhängigkeitsbewegung und die Bildung von Geheimgesellschaften. In der Folge wurden Verstöße der Russen gegen die Verfassung von 1815 beklagt. Die Lage wurde durch Preissteigerungen und schlechte Ernten noch verschärft. Den Unmut bekam Nikolaus I. zu spüren, als er 1830 zur Krönung nach Warschau kam. Als er den Sejm eröffnete, wurden auch dort Rufe nach Reformen in der Bauernfrage und bezüglich der Rechte der Juden laut. Es wurde eine liberale Bildungspolitik und die Abschaffung der Zensur gefordert.
Ein weiterer Aspekt waren die Revolutionsbewegungen des Jahres 1830 in Frankreich, Belgien und im Kirchenstaat. Nikolaus I. reagierte, indem er die Heilige Allianz dagegen zu mobilisieren versuchte. Er plante, so lauteten die Gerüchte in Warschau, in Westeuropa auch mit der Armee des Königreichs Polen zu intervenieren. Stattdessen sollten in Polen russische Truppen einrücken. Unter den Polen verbreitete sich die Furcht, dass der russische Herrscher die Gelegenheit nutzen könnte, um die Verfassung von 1815 und die Autonomie des Landes zu beseitigen.

## Beginn der Bewegung

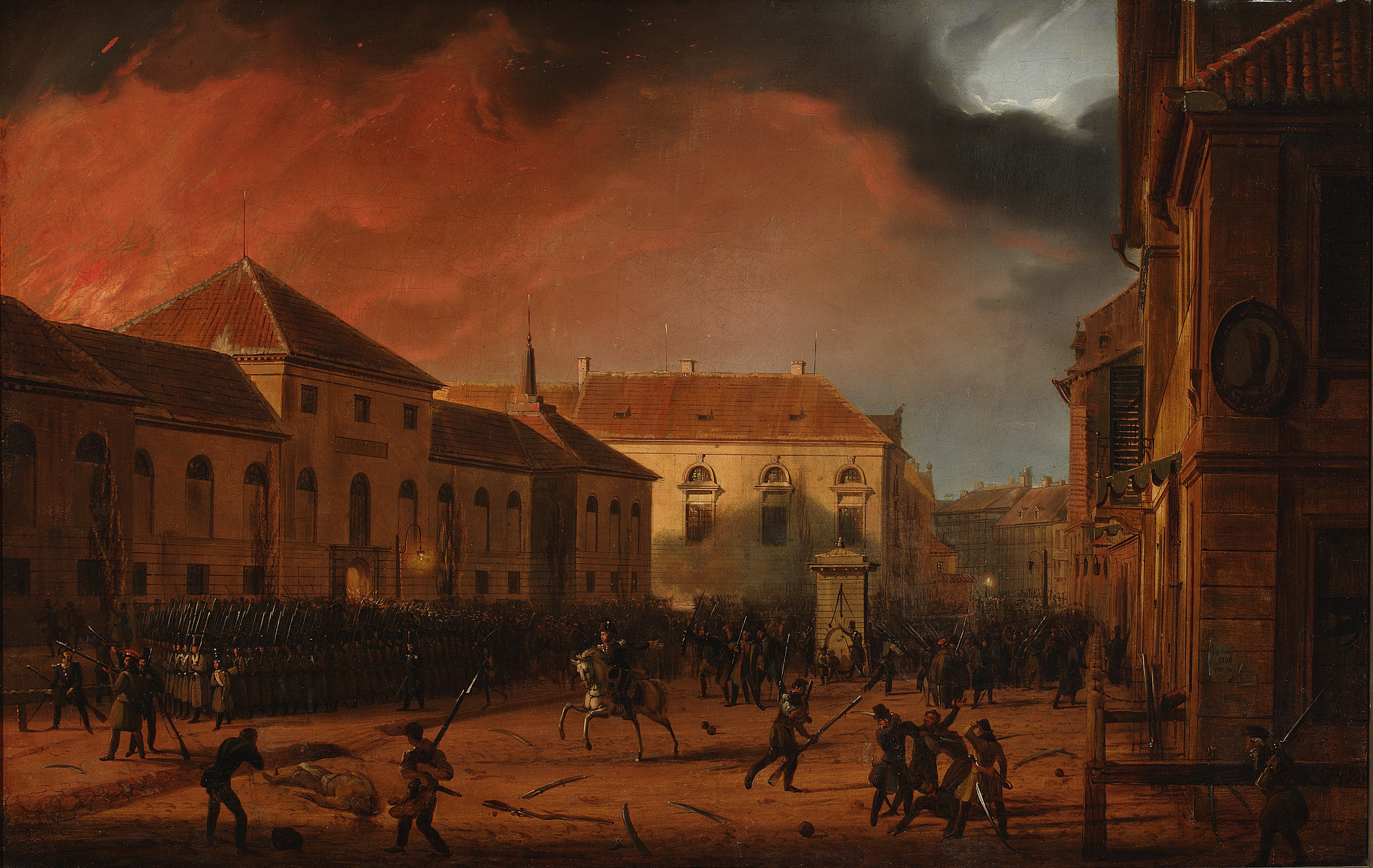
Einnahme des Warschauer Arsenals

Die ersten Träger des Novemberaufstandes 1830/31 waren nicht Angehörige der politischen Führungsschicht des Königreiches, sondern eine relativ kleine Gruppe jugendlicher Verschwörer, vor allem Kadetten der Warschauer Fähnrichschule, unter ihnen auch der junge Ludwik Mierosławski, der bei späteren Aufständen, nicht nur in Polen, eine wichtige Rolle spielen sollte. Einer der geistigen Führer war der bedeutendste Historiker Polens, Joachim Lelewel, der zunächst in die polnische Nationalregierung eintrat und später Präsident des polnischen Nationalkomitees in der Emigration wurde.
Am Abend des 29. November 1830 griff eine Gruppe von Verschwörern den Belvedere-Palast in Warschau an, mit dem Ziel den faktischen Vizekönig Konstantin Pawlowitsch Romanow, den Bruder des Zaren, zu töten. Der Aufstand war nicht spontan ausgebrochen, aber er war schlecht geplant. Daher gelang der Anschlag auf den Statthalter nicht und Konstantin konnte mit den russischen Truppen aus der Stadt entkommen. Eine Volksmenge stürmte das Arsenal, bewaffnete sich und übernahm die Kontrolle über den nördlichen Teil Warschaus.
Nun begannen sich auch hohe polnische Offiziere und führende Politiker am Aufstand zu beteiligen. Die Fürsten Franciszek Ksawery Drucki-Lubecki und Adam Jerzy Czartoryski versuchten die Unruhen zu beenden und verhandelten mit dem Großfürsten. Im Dezember 1830 bildete sich mit der „Patriotischen Gesellschaft“ eine politische Kraft, die einen strikt antirussischen Kurs verfolgte und Demonstrationen veranstaltete.

## Absetzung des Zaren

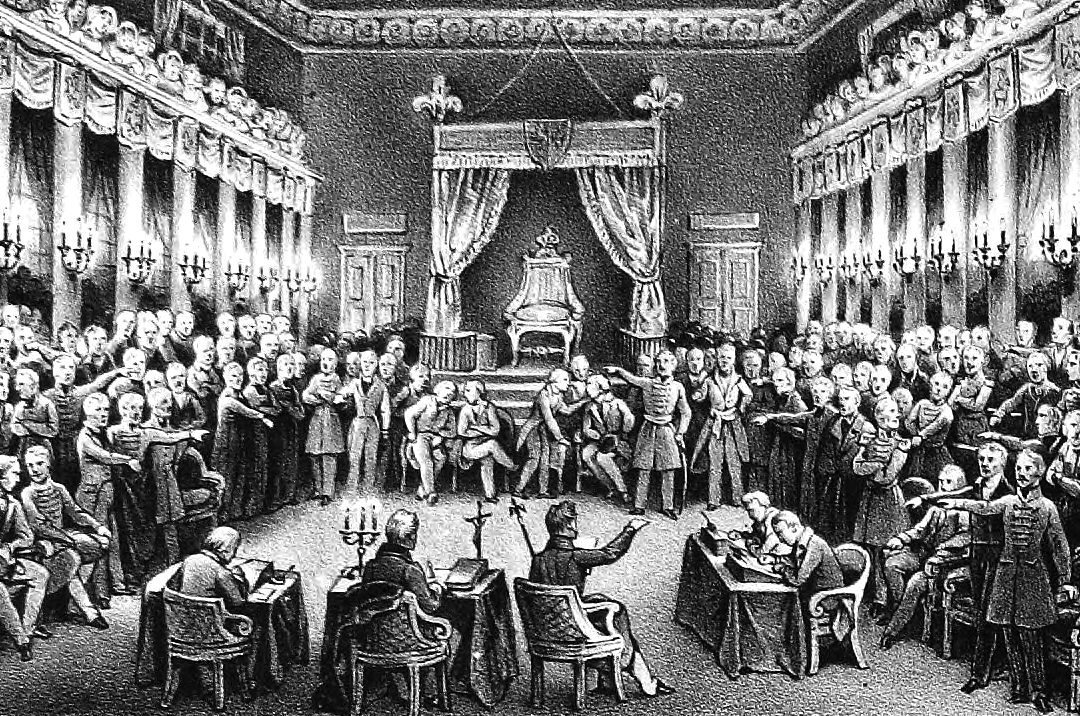
Absetzung des Zaren am 25. Januar 1831

Am 3. Dezember bildete sich eine vorläufige Regierung des Königreichs. Józef Chłopicki wurde Oberbefehlshaber der Armee. Er bekämpfte alle revolutionären Bewegungen und erklärte sich am 5. Dezember zum Diktator. Er wurde in dieser Funktion durch den am 18. Dezember zusammentretenden Sejm bestätigt. Chłopicki glaubte nicht, dass ein polnischer Sieg möglich wäre und versuchte daher in Verhandlungen mit den Russen Konzessionen für Polen zu erreichen. Er versprach die Wiederherstellung von Ruhe und Ordnung, verlangte die Abtretung der ehemals polnischen Gebiete von Russland und die Respektierung der Verfassung von 1815. Als Nikolaus I. sich darauf nicht einließ und die Unterwerfung der Aufständischen forderte, trat Chłopicki auch wegen interner Streitigkeiten am 17. Januar 1831 zurück. An dessen Stelle ernannte der Reichstag Fürst Michał Gedeon Radziwiłł zum Oberbefehlshaber. Die Forderung des Zaren nach der Kapitulation der Aufständischen führte dazu, dass der Sejm am 25. Januar Nikolaus I. und die „Dynastie der Romanows für abgesetzt“ erklärte.
Der Schritt zur Unabhängigkeit bedeutete, dass der Konflikt nicht nur ein Problem des Russischen Reiches blieb, sondern dass dadurch das internationale System des Wiener Kongresses bedroht war. Insbesondere Preußen und Österreich als die beiden anderen an den Teilungen Polens beteiligten Mächte solidarisierten sich mit Russland.

## Entwicklung im Inneren
Am 30. Januar bildete sich eine polnische Nationalregierung. Diese bestand aus fünf Mitgliedern unter der Führung von Fürst Adam Jerzy Czartoryski. Die Regierung sollte die verschiedenen politischen Richtungen im Land repräsentieren. Zwei ihrer Mitglieder standen für eine russlandfreundliche oder neutrale aristokratische Richtung. Zwei weitere, die vor allem Rechtssicherheit forderten, waren Vertreter des Liberalismus. Joachim Lelewel repräsentierte schließlich die radikale nationale Bewegung. Diese Uneinigkeit in der politischen Führung hat die Erfolgschancen verschlechtert.
Unklare Vorstellungen von Absicht und Verlauf des Aufstandes und scharfe Gegensätze zwischen den einzelnen politischen Richtungen bildeten von Anfang an eine schwere Belastung für das Gelingen, während die militärische Lage anfänglich nicht ungünstig war. Weder Adel noch Bürgertum waren zu einer unkalkulierbaren nationalen Erhebung bereit. Letztlich kam es auf die Haltung der Bauern an und in dieser Hinsicht scheiterte der Aufstand. In der Maiverfassung wurden die Interessen der Bauern keinesfalls berücksichtigt (die Bauern bildeten die größte Bevölkerungsgruppe Polens und wären für das Gelingen des Aufstandes unentbehrlich gewesen). Der Bauer blieb weiterhin in seinem Feudalsystem gefangen. Die Magnaten (der Hochadel) forderten die Erhaltung des Feudalsystems, während andere Adelsgruppen die Bauern für den Aufstand gewinnen wollten. Resultat dieser Konflikte blieb dennoch die Feudalabhängigkeit des Bauern.

## Kriegsverlauf
Die an den Operationen beteiligte russische Armee war bei Beginn der militärischen Auseinandersetzungen Anfang Januar 1831 etwa 120.000 Mann stark. Darunter waren 30.000 Kavalleristen und 340 Geschütze. Die polnische Armee umfasste zu dieser Zeit etwa 55.000 Mann. Darunter waren 15.000 Reiter und 140 Geschütze. Beim Beginn der polnischen Offensive Ende März 1831 hatten sich die Stärkeverhältnisse etwas zu Gunsten der Aufständischen verschoben. Die russischen Truppen machten 100.000 Mann und 380 Geschütze, die polnischen Truppen 80.000 Mann und 160 Geschütze aus. Vor den entscheidenden Kämpfen Anfang Juli 1831 war die russische Armee zahlenmäßig eindeutig überlegen. Sie konnten 135.000 Mann aufbieten, während die Polen nur noch auf 65.000 Mann kamen.
Die erste Phase des Aufstandes, der vor dem ursprünglich angesetzten Termin am Abend des 29. November 1830 ausbrach, verlief trotz mancher organisatorischen Mängel und Fehlschläge günstig für die Aufständischen.

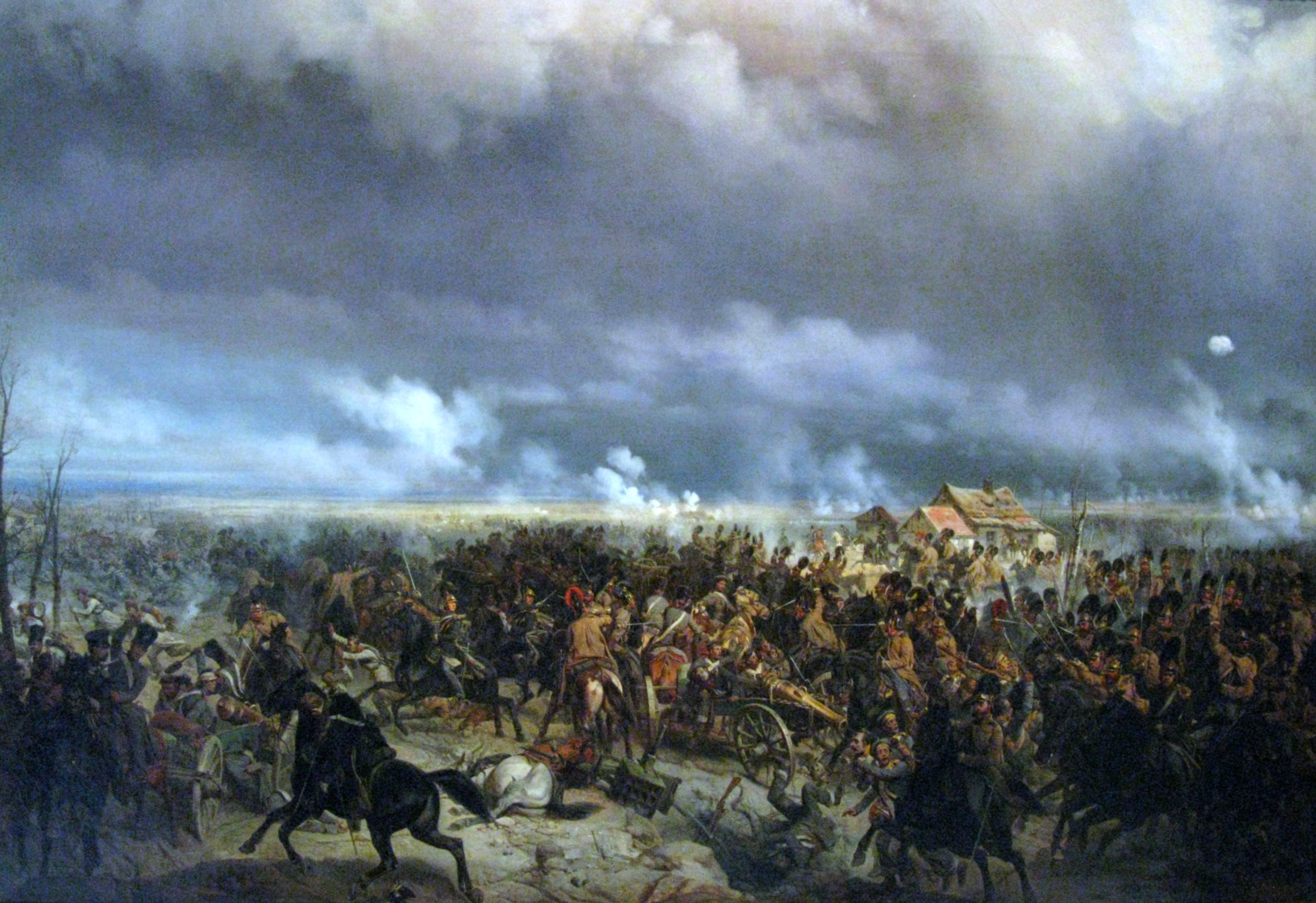
Schlacht bei Grochów, 25. Februar 1831, Gemälde von Bogdan Willewalde

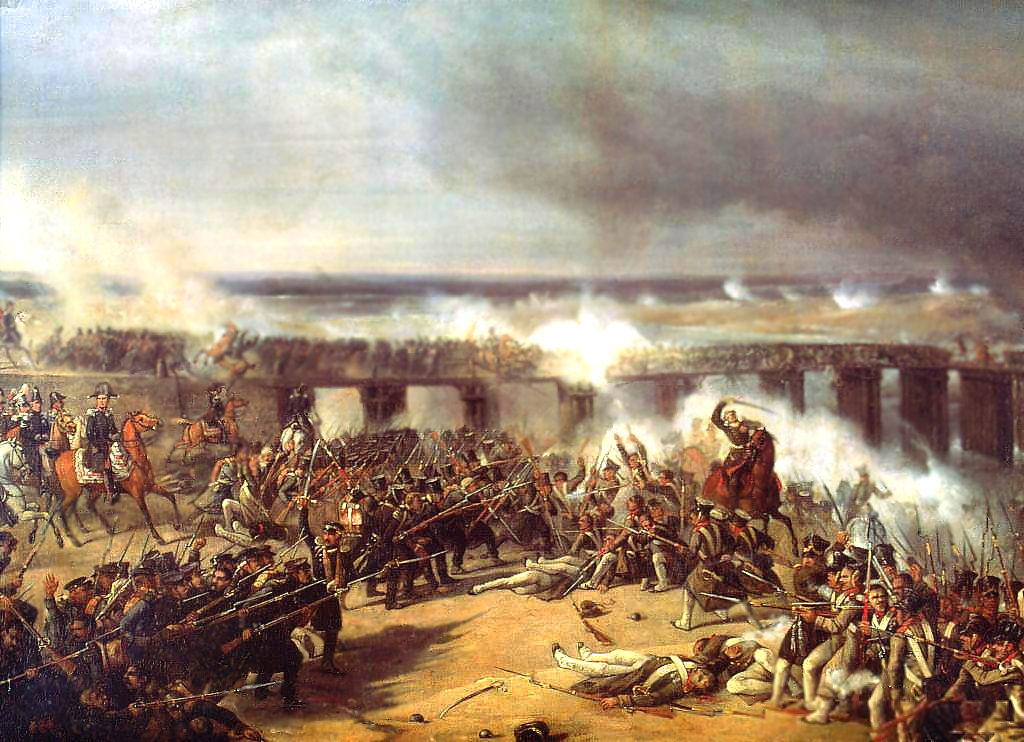
Schlacht bei Ostrołęka, 26. Mai 1831, Gemälde von Karol Malankiewicz

Am 5. Februar 1831 überschritt die russische Armee unter Feldmarschall Diebitsch die Grenze. Diebitsch ließ seine 118.000 Mann in verschiedenen Abteilungen nach Warschau marschieren. General Józef Chłopicki hatte zu wenig getan, um die polnischen Truppen ausreichend aufzustocken. Problematisch war auch, dass sich der Oberbefehlshaber als nicht sehr fähig zeigte.
Nach den unbedeutenden Gefechten bei Stoczek, Wawer und Białołęka kam es am 25. Februar zur blutigen „unentschiedenen“ Schlacht bei Grochów in der Nähe von Warschau. In Warschau führte die nahe Schlacht zu einer Massenpanik. Daraufhin legte Radziwiłł das Oberkommando nieder, an seine Stelle trat General Jan Zygmunt Skrzynecki.
Die Schlacht bei Grochów führte zu einer mehrmonatigen Atempause für die Aufständischen, da der russische Oberbefehlshaber auf größere Manöver verzichtete. Ein Grund waren auch Unruhen in Litauen und in der Ukraine. Die Polen nutzten die Zeit zur Verstärkung ihrer Armee und sie gingen in die Offensive. Die polnischen Truppen besiegten die Russen unter Geismar nacheinander in den Schlachten bei Debe Wielkie und Iganie.
Am 26. Mai erlitten die Polen dann eine schwere Niederlage in der Schlacht von Ostrołęka. Das russische II. Korps (21.000 Soldaten, 90 Kanonen) unter General der Kavallerie Cyprian Kreutz wurde in Richtung des Dorfes Osiek (Gmina Bulkowo) abkommandiert, während das Korps Rüdiger um Radom konzentriert wurde, wo es in Kämpfe mit dem polnischen Korps unter General Samuel Różycki geriet.

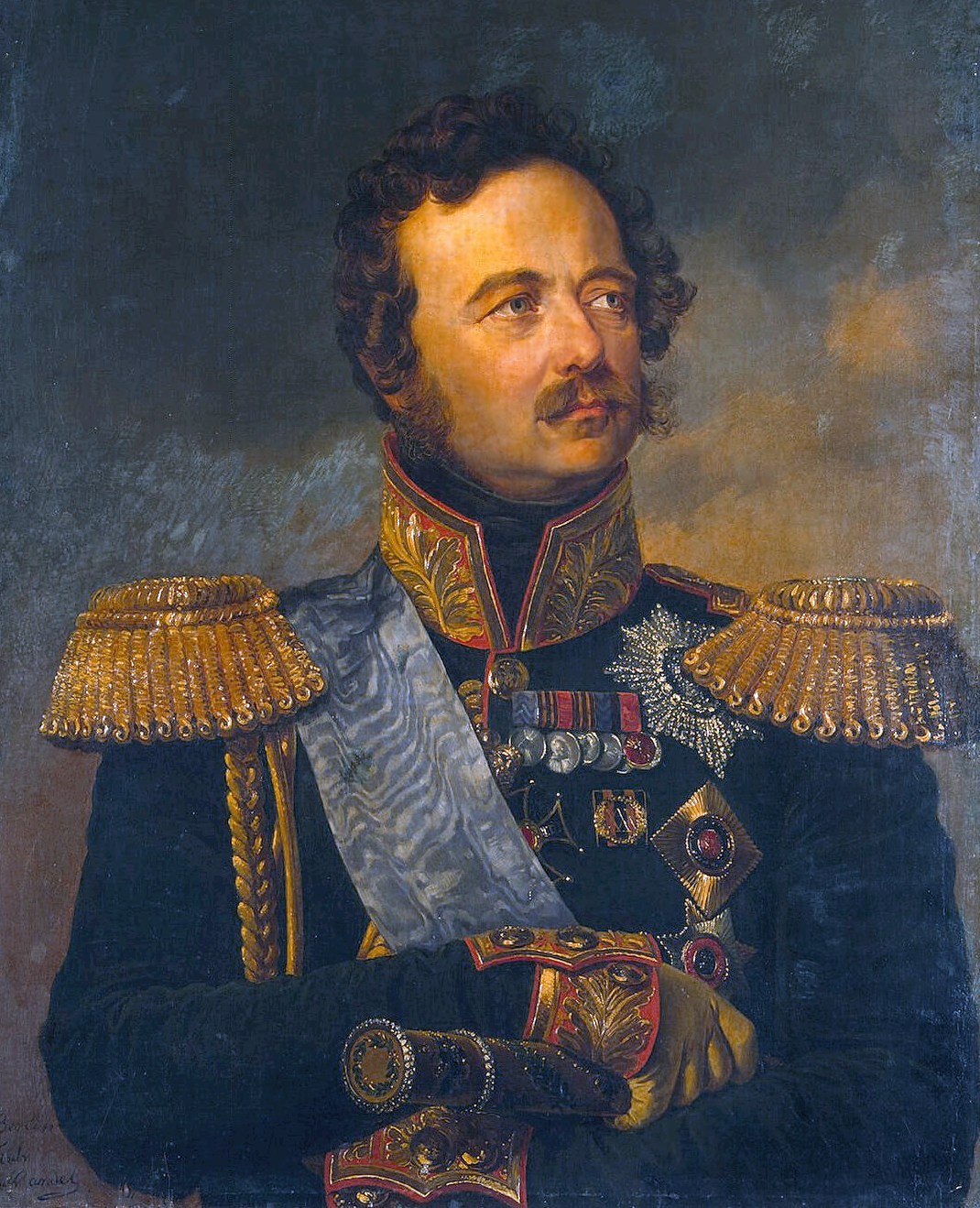
Der russische Oberbefehlshaber Graf Iwan Paskewitsch-Eriwanski, nach dem Kriegsende Fürst von Warschau und Vizekönig Kongresspolens

Die russische Armee wurde wegen einer ausbrechenden Epidemie zeitweilig unfähig zu wichtigen Operationen, sogar der russische Oberbefehlshaber Diebitsch-Sabalkanski fiel der Cholera zum Opfer. An seiner Stelle übernahm Anfang Juni Feldmarschall Iwan Fjodorowitsch Paskewitsch den Oberbefehl. Dieser ging nun zur Offensive über, überschritt die Weichsel und bedrohte Warschau auch vom Westen. Auf polnischer Seite hatte Jan Krukowiecki den Oberbefehl, Kazimierz Małachowski wurde Mitte August zum Kommandeur der Verteidigung von Warschau erwählt, trat aber wenige Tage darauf zurück, worauf Henryk Dembiński die Führung übernahm.
In Warschau kam es zu Unruhen und die Nationalregierung trat am 16. August zurück. Nach der Schlacht um Wola am 6. und 7. September 1831 musste die Stadt am 8. September gegenüber Feldmarschall Paskiewitsch kapitulieren.
Die polnischen Truppen zogen sich in die Festung Modlin zurück. Neuer Oberkommandierender wurde Maciej Rybiński. Regierungschef wurde Bonawentura Niemojowski. Die Armee war aber inzwischen zu schwach für neue Vorstöße. Regierung und Reichstag führten nur noch ein Schattendasein. Am 5. Oktober überschritt der größte Teil der polnischen Truppen die preußische Grenze und wurde dort interniert. Ein anderer Teil ging nach Österreich.

## Folgen

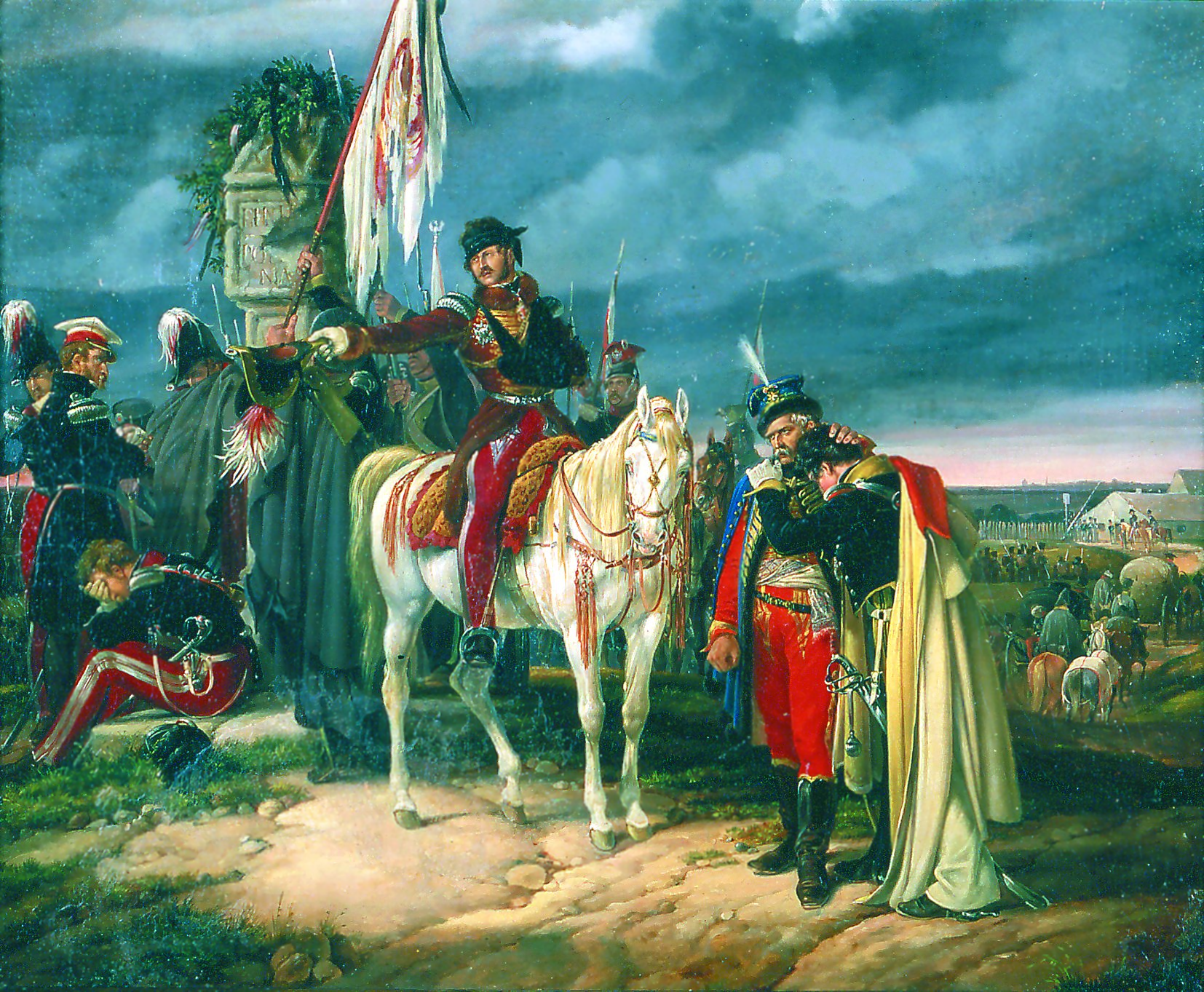
Dietrich Montens: Finis Poloniae 1831 (Ölgemälde 1832)

Zahlreiche politische Emigranten aus Polen zogen durch Deutschland nach Westeuropa (Große Emigration). Insgesamt verließen etwa 50.000 Soldaten und Politiker das Land. Die meisten kehrten später nach Polen zurück. Von schätzungsweise 8500 dauerhaften Emigranten ließen sich rund 5700 in Frankreich nieder. Dort konnte ein Lehrstuhl für Slawische Sprache und Literatur am Collège de France eingerichtet werden, auf den 1840 Adam Mickiewicz berufen wurde.
Auf dem Weg nach Westen wurden die Aufständischen vor allem in Sachsen, Baden und Bayern herzlich empfangen. Im Zuge der aufkommenden „Polenbegeisterung“ – Zeitgenossen sprachen sogar von einer „Polen-Manie“  – bildeten sich vielerorts Polenvereine. Der Novemberaufstand wurde als Teil einer nationalen gesamteuropäischen Bewegung gesehen. Auf dem Hambacher Fest wurde 1832 neben der schwarz-rot-goldenen „deutschen“ Fahne auch die weiß-rote polnische Fahne gehisst. Von den Studentenverbindungen wurde in der Folge die Pekesche als Teil der studentischen Tracht übernommen.
Feldmarschall Paskewitsch, für seinen Sieg vom Zaren zum Fürsten von Warschau erhoben und zum Statthalter und Vizekönig von Polen ernannt, begann die Russifizierung des Landes. Er vollzog am 26. Februar 1832 das Organische Statut, das Polen mit Russland vereinigte. Die Verfassung von 1815 wurde zu Gunsten der repressiven Organischen Statuten aufgehoben. Die polnische Armee wurde aufgelöst, individuelle Freiheitsrechte und die Pressefreiheit wurden beschnitten. Rund 80.000 Polen gingen in Handschellen nach Sibirien. Die Universität Warschau wurde geschlossen. Die führenden Positionen der Verwaltung wurden fortan von Russen besetzt.